# Hélder Sousa Silva
Hélder António Guerra de Sousa Silva (ur. 21 lipca 1965 w Mafrze) – portugalski polityk, inżynier i samorządowiec, deputowany do Zgromadzenia Republiki XII kadencji, w latach 2013–2024 burmistrz Mafry, poseł do Parlamentu Europejskiego X kadencji.

## Życiorys
Uzyskał licencjat z nauk wojskowych na uczelni Academia Militar. Ukończył studia inżynierskie i magisterskie w zakresie inżynierii elektronicznej i komputerowej w Instituto Superior Técnico na Universidade Técnica de Lisboa. Odbył też studia podyplomowe z bezpieczeństwa i obronności. Podjął nadto studia doktoranckie w instytucie ISCSP na UTL. Był zawodowym wojskowym, pracował jako nauczyciel akademicki oraz jako dyrektor służb technicznych w SNBPC (państwowej straży pożarnej i służbie ochrony ludności). Zajmował kierownicze stanowiska w przedsiębiorstwach prywatnych i podmiotach publicznych.
Zaangażował się w działalność polityczną w ramach Partii Socjaldemokratycznej. Był członkiem władz wykonawczych Mafry. W wyborach z czerwca 2011 uzyskał mandat posła do Zgromadzenia Republiki XII kadencji. We wrześniu 2013 został wybrany na urząd burmistrza (przewodniczącego câmara municipal) Mafry z wynikiem 46,9% głosów. Dwukrotnie z powodzeniem ubiegał się o reelekcję w wyborach lokalnych (w 2017 i 2021). W 2013 powołano go także na wiceprzewodniczącego rady Obszaru Metropolitalnego Lizbony. W 2019 został członkiem Europejskiego Komitetu Regionów, w którym dołączył do frakcji Europejskiej Partii Ludowej. Zasiadł w Komisji Polityki Spójności Terytorialnej i Budżetu UE (COTER) oraz Komisji Obywatelstwa, Sprawowania Rządów, Spraw Instytucjonalnych i Zewnętrznych (CIVEX).
Urząd burmistrza Mafry sprawował do kwietnia 2024. W tym samym roku został wybrany w skład Europarlamentu X kadencji.